# Головна Стрипа
Головна́ Стри́па (Гребелька) — річка в Україні, в межах Тернопільського району Тернопільської області. Ліва притока Стрипи (басейн Дністра). 

## Опис
Довжина 13 км. Річкова долина порівняно глибока і вузька. Річище слабозвивисте. Споруджено кілька ставів. 

## Розташування
Головна Стрипа бере початок біля села Івачів. Тече на південний схід, у пригирловій частині — на південь і південний захід. Впадає до головної Стрипи (зливаючись із Східною Стрипою та Західною Стрипою) на околицях міста Зборів. 
Основна притока: Вовчковецька Стрипа (ліва). 
Над річкою розташовані села: Івачів, Метенів, Млинівці, а також місто Зборів. 
У пониззі річка носить назву Гребелька. 